# Teutônia (kommun)
Teutônia är en kommun i Brasilien.   Den ligger i delstaten Rio Grande do Sul, i den södra delen av landet, 1 600 km söder om huvudstaden Brasília. Antalet invånare är 27 265.
Följande samhällen finns i Teutônia:
- Teutônia

Omgivningarna runt Teutônia är en mosaik av jordbruksmark och naturlig växtlighet. Runt Teutônia är det ganska glesbefolkat, med 39 invånare per kvadratkilometer.